# Eklund Islands
Eklund Islands – grupa wysp na Lodowcu Szelfowym Jerzego VI na Morzu Bellingshausena, przy południowo-zachodnim wejściu do cieśniny Jerzego VI – na wschód od cieśniny Ronne Entrance u Wybrzeża Englisha. 

## Nazwa
Nazwa wysp Eklund Islands, rekomendowana przez amerykański komitet doradczy ds. nazewnictwa w Antarktyce (ang. Advisory Committee on Antarctic Names) , upamiętnia amerykańskiego polarnika i ornitologa Carla Eklunda (1909–1962), uczestnika wyprawy badawczej Finna Ronnego (1899–1980), który razem z Ronnem odkrył największą z wysp (jedyną wówczas widoczną, którą Ronne nazwał na cześć Eklunda)  .  

## Geografia
Eklund Islands leżą na Lodowcu Szelfowym Jerzego VI przy południowo-zachodnim wejściu do cieśniny Jerzego VI  – na wschód od cieśniny Ronne Entrance u Wybrzeża Englisha . Największa z wysp (o średnicy ok. 8 km ) wznosi się na 410 m .

## Historia
Największa z wysp została odkryta podczas wyprawy saniami w grudniu 1940 roku przez Finna Ronnego (1899–1980) i Carla Eklunda (1909–1962) z United States Antarctic Program (USAS), którzy przeprawiali się ze Stonington Island na południowo-zachodni kraniec cieśniny Jerzego VI i z powrotem . Był to wówczas jedyny skrawek lądu wystający ponad taflę lodowca . 
W 1949 roku dwaj uczestnicy Falkland Islands Dependencies Survey (FIDS) ponowili wyprawę saniami ze Stonington Island na południowo-zachodni kraniec cieśniny Jerzego VI – stwierdzili wówczas, że wyspa jest największą z grupy wysp, które odsłoniły się wskutek cofania się lodowca . 